# Parafia św. Wojciecha Biskupa i Męczennika w Szczepankowie
Parafia pw. Świętego Wojciecha Biskupa i Męczennika w Szczepankowie – parafia rzymskokatolicka należąca do dekanatu Łomża – św. Brunona, diecezji łomżyńskiej, metropolii białostockiej. Erygowana została zapewne w 1242 roku. Jest prowadzona przez księży diecezjalnych.

## Zasięg parafii
Do parafii należą wierni z następujących miejscowości: Szczepankowo, Andrzejki, Boguszyce, Chojny Młode, Chojny-Naruszczki, Czaplice, Dębowo, Dłużniewo, Grzymały Szczepankowskie, Jarnuty, Kisiołki, Kraska, Leopoldowo, Mikojaki, Młynik, Osobne, Sierzputy Młode, Stare Chojny, Stare Konopki, Stare Sierzputy, Sulki, Uśnik-Dwór, Uśnik-Kolonia, Wierzbowo, Wszerzecz, Zagroby, Żebry.